# Chris Vander Stappen
Pour les articles homonymes, voir Vanderstappen.
Chris Vander Stappen est un scénariste et réalisateur belge transgenre, né en 1959 et décédé à Bruxelles le 5 mai 2014. Ses scénarios et ses films traitent souvent de l'homosexualité féminine et du genre sexuel.
Il a eu deux enfants par procréation assistée : Gaël, avec sa première compagne Marie-Claire, puis Félix, six ans plus tard, avec sa nouvelle compagne Fabienne, qui travaillait dans le marketing.

## Filmographie

### Scénariste
- 1996 : Aventures Caraïbes (mini-série télévisée)
- 1997 : Ma vie en rose d'Alain Berliner
- 1998 : La Fête des mères (court métrage)
- 1998 : Tous les papas ne font pas pipi debout de Dominique Baron (télévision)
- 2000 : Que faisaient les femmes pendant que l'homme marchait sur la Lune ?
- 2003 : T'as voulu voir la mer... de Christian Faure (télévision)
- 2005 : Le Piège du Père Noël de Christian Faure (télévision)
- 2009 : Sœur Sourire de Stijn Coninx
- 2011 : Après moi de Stéphane Giusti (téléfilm)

### Réalisateur
- 1998 : La Fête des mères (court métrage)
- 2000 : Que faisaient les femmes pendant que l'homme marchait sur la Lune ?
- 2001 : La Colère du diable (télévision)